# جنگ مغول-کین
فتح دودمان کین توسط مغول، جنگ مغول-کین میان سالهای ۱۲۱۱–۱۲۳۴ میلادی مابین امپراتوری مغول و دودمان کین در شمال چین روی داد و به مدت ۲۳ سال ادامه داشت و عاقبت به سقوط سلسله کین به دست مغول انجامید. همچنین، با این پیروزی دامنه متصرفات مغولان تمام شمال چین را دربر گرفت.